# Grote honingspeurder
De grote honingspeurder (Indicator indicator) is een algemene vogel in Afrika, bezuiden de Sahara.

## Kenmerken
De vogel is 19 tot 20 cm en weegt gemiddeld 40 tot 57 gram. Het mannetje is onmiskenbaar, met een zwarte keel, rose snavel, grote witte vlek onder het oog en een kleine gele tot goudkleurige vlek op de schouder. De buitenste staartveren zijn wit. Verder is de vogel van boven bruin. Het vrouwtje is doffer van kleur en mist de duidelijke witte vlek op de wangen en het zwart op de keel.

## Leefwijze
Deze vogel is een broedparasiet (net als bijvoorbeeld de koekoek). De jongen hebben een haaksnavel waarmee ze de nestjongen van de gastheer doden. De grote honingspeurder eet termieten, mieren, allerlei insectenlarven en zelfs de jongen van andere vogels. Maar ze staan vooral bekend omdat ze mensen en dieren de weg wijzen naar de nesten van wilde honingbijen. Nadat het nest is opengebroken doet hij zich te goed aan de bijen en de was. De honingdas werkt het meest samen met deze opmerkelijke vogel.

## Verspreiding en leefgebied
Deze soort komt in Afrika, bezuiden de Sahara. Het leefgebied bestaat uit half open landschappen, bos, bosranden, gebieden met struikgewas, beek- en riviergeleidend geboomte en struikgewas in betrekkelijk droge gebieden ook wel in bomenrijke buitenwijken, tuinen en plantages mits in de buurt van bijennesten. Komt in Oost-Afrika voor tot op 3000 m boven de zeespiegel.

## Status
De grootte van de populatie is niet gekwantificeerd. Men veronderstelt dat de soort in aantal vooruit gaat. Om deze redenen staat de grote honingspeurder als niet bedreigd op de Rode Lijst van de IUCN.